# Radiazione termica
In fisica la radiazione termica è una radiazione elettromagnetica emessa dalla superficie di un oggetto che è dovuta alla temperatura degli oggetti. La radiazione infrarossa da un comune termosifone o stufa elettrica è un esempio di radiazione termica, come la luce emessa da una lampadina. La radiazione termica si genera quando l'energia interna prodotta dal movimento di particelle cariche all'interno degli atomi è convertita in radiazione elettromagnetica. La frequenza dell'onda emessa da una radiazione termica è una distribuzione probabilistica che dipende solo dalla temperatura, e nel caso del corpo nero è data dalla Legge di Planck per la radiazione. La legge di Wien dà la frequenza più probabile della radiazione emessa e la legge di Stefan-Boltzmann dà l'intensità di calore.

## Descrizione

### Proprietà
Vi sono tre proprietà principali che caratterizzano la radiazione termica:
- La radiazione termica, anche a una sola temperatura, avviene a un'ampia gamma di frequenze. La percentuale di ciascuna frequenza è data dalla legge di Planck per la radiazione.
- La frequenza maggiore (o colore) della radiazione emessa cresce al crescere della temperatura. Per esempio, un corpo metallico rovente irradia a frequenze d'onda pari alla parte bassa dello spettro della luce visibile; per tale motivo viene rappresentato dal nostro cervello come rosso. Se venisse scaldato ulteriormente la frequenza maggiore si sposterebbe al centro della banda visibile, apparendo bianco. Ciò è spiegato dalla legge di Wien.
- L'ammontare totale della radiazione di ogni frequenza aumenta molto rapidamente al crescere della temperatura. Un oggetto alla temperatura di un forno da cucina irradia 16 volte l'energia che emetterebbe a temperatura ambiente per unità di superficie; un oggetto alla temperatura del filamento incandescente all'interno in un bulbo (i.e. lampadina), ovvero circa 3 000 K, 10 000 volte tanto. Matematicamente, la potenza totale irradiata cresce in modo direttamente proporzionale alla quarta potenza della temperatura assoluta, secondo la legge di Stefan-Boltzmann.

### Interscambio di energia
La radiazione termica è un concetto importante nella termodinamica essendo parzialmente responsabile dello scambio di calore tra gli oggetti, dato che i corpi più caldi irradiano più di quelli più freddi (Secondo principio della termodinamica). Altri fattori sono la convezione e la conducibilità termica. Lo scambio di energia è caratterizzato dalla seguente equazione:
{\displaystyle \alpha +\rho +\tau =1}
Qui, {\displaystyle \alpha } rappresenta il fattore di assorbimento spettrale, {\displaystyle \rho } il fattore spettrale di riflessione e {\displaystyle \tau } il fattore spettrale di trasmissione. Tutti questi elementi dipendono anche dalla frequenza {\displaystyle \upsilon }. Il fattore di assorbimento spettrale è uguale all'emissività {\displaystyle \varepsilon }; questa relazione è nota come legge di Kirchhoff per la radiazione termica. Un oggetto è chiamato corpo nero se, per tutte le frequenze, si applica la seguente formula:
{\displaystyle \alpha =\varepsilon =1}
In pratica a temperatura ambiente, gli oggetti perdono una quantità considerevole di energia per la radiazione termica. Tuttavia, l'energia persa emettendo radiazione infrarossa è recuperata assorbendo calore dall'ambiente circostante. Per esempio, una persona, di superficie pari a circa 1 m2, alla temperatura di 310 kelvin, emette continuativamente circa 500 watt. Tuttavia, se ci si trova al chiuso, in una stanza a 293 K, si ricevono indietro circa 400 watt dai muri, dal soffitto e dai dintorni, così che la perdita netta è di soli 100 watt. Gli abiti (che si trovano in equilibrio a una temperatura intermedia) riducono ulteriormente tale dispersione.
Se gli oggetti appaiono bianchi (riflettono tutti i colori dello spettro visibile), non sono necessariamente ugualmente riflettenti (così come non emissivi) nella radiazione infrarossa. Ad esempio molti termosifoni sono dipinti di bianco nonostante siano supposti essere buoni radiatori termici.

## Equazione
La radiazione termica di un corpo nero per unità di superficie, unità di angolo solido e unità di frequenza {\displaystyle \nu } è data da
{\displaystyle u(\nu ,T)={\frac {2h\nu ^{3}}{c^{2}}}\cdot {\frac {1}{e^{\frac {h\nu }{k_{B}T}}-1}}}
Integrando l'equazione sopra con {\displaystyle \nu } si ottiene la potenza uscente data dalla legge di Stefan-Boltzmann, come:
{\displaystyle P=\sigma \cdot A\cdot T^{4}}
Ancora, la lunghezza d'onda {\displaystyle \lambda }, per cui l'intensità di emissione è maggiore, è data dalla legge di Wien per cui:
{\displaystyle \lambda _{max}={\frac {b}{T}}}
Per superfici che non sono corpi neri, bisogna considerare il fattore di correzione di emissività {\displaystyle \varepsilon (\upsilon )}. Questo fattore deve essere moltiplicato con la formula dello spettro di radiazione prima dell'integrazione. L'equazione risultante per la potenza uscente può essere scritta in un modo che contiene un fattore di correzione della dipendente temperatura che è spesso chiamato anch'esso {\displaystyle \varepsilon }:
{\displaystyle P=\varepsilon (T)\cdot \sigma \cdot A\cdot T^{4}}

### Costanti
Definizioni delle costanti usate nelle equazioni sopra:
| {\displaystyle h}       | Costante di Planck            | 6,626 0693(11)×10−34 J·s = 4,135 667 43(35)×10−15 eV·s            |
| {\displaystyle b}       | Costante di Wien              | 2,897 7685(51)×10−3 m·K                                           |
| {\displaystyle k_{B}}   | Costante di Boltzmann         | 1,380 6505(24)×10−23 J·K−1 = 8,617 343(15)×10−5 eV·K−1            |
| {\displaystyle \sigma } | Costante di Stefan-Boltzmann  | 5,670 400(40)×10−8 W·m−2·K−4                                      |
| {\displaystyle c_{0}}   | Velocità della luce nel vuoto | 299 792 458 m·s−1                                                 |
| {\displaystyle T}       | Temperatura                   | Temperatura media della Terra = 288 K                             |
| {\displaystyle A}       | Superficie                    | Acuboide = 2ab + 2bc + 2ac Acilindro = 2π r(h + r) Asfera = 4π r2 |